# Pavel Hofmann
Pavel Hofmann (29 de enero de 1938) es un deportista checoslovaco que compitió en remo.
Participó en dos Juegos Olímpicos de Verano en los años 1960 y 1964, obteniendo una medalla de bronce en Tokio 1964 en la prueba de doble scull. Ganó dos medallas en el Campeonato Europeo de Remo, plata en 1959 y oro en 1963.

## Palmarés internacional
| Juegos Olímpicos   | Juegos Olímpicos       | Juegos Olímpicos  | Juegos Olímpicos |
| Año                | Lugar                  | Medalla           | Prueba           |
| ------------------ | ---------------------- | ----------------- | ---------------- |
| 1964               | Tokio (Japón)          | Medalla de bronce | Doble scull      |
| Campeonato Europeo |                        |                   |                  |
| Año                | Lugar                  | Medalla           | Prueba           |
| 1959               | Mâcon (Francia)        | Medalla de plata  | Ocho con timonel |
| 1963               | Copenhague (Dinamarca) | Medalla de oro    | Doble scull      |